# Race of Champions 2000
Race of Champions 2000 kördes på Kanarieöarna 2000.
- Plats:  Kanarieöarna
- Datum: 2000
- Segrare:  Tommi Mäkinen
- Segrare i Nations Cup:  Team France